# Amsterdamse Joffers

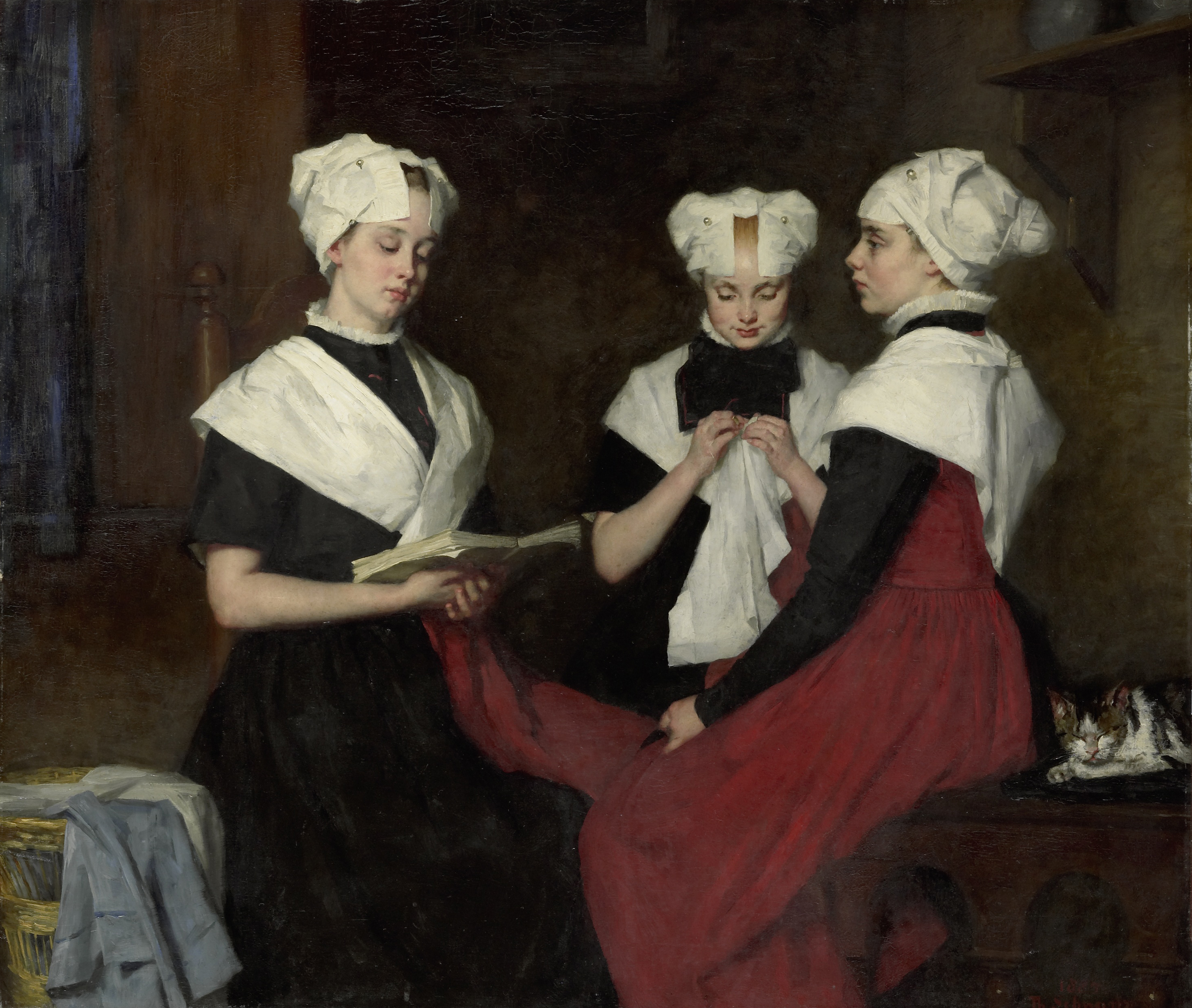
Thérèse Schwartze: Drei Mädchen aus dem Waisenhaus Amsterdam, (1885 - Rijksmuseum zu Amsterdam).

Die Amsterdamse Joffers waren eine Gruppe niederländischer Künstlerinnen des späten 19. und frühen 20. Jahrhunderts um August Allebé und Thérèse Schwartze. Sie sind von den gewählten Bildgattungen und der Palette her dem Amsterdamer Impressionismus zuzurechnen. Sie inspirierten die Veerse Joffers.

## Geschichte

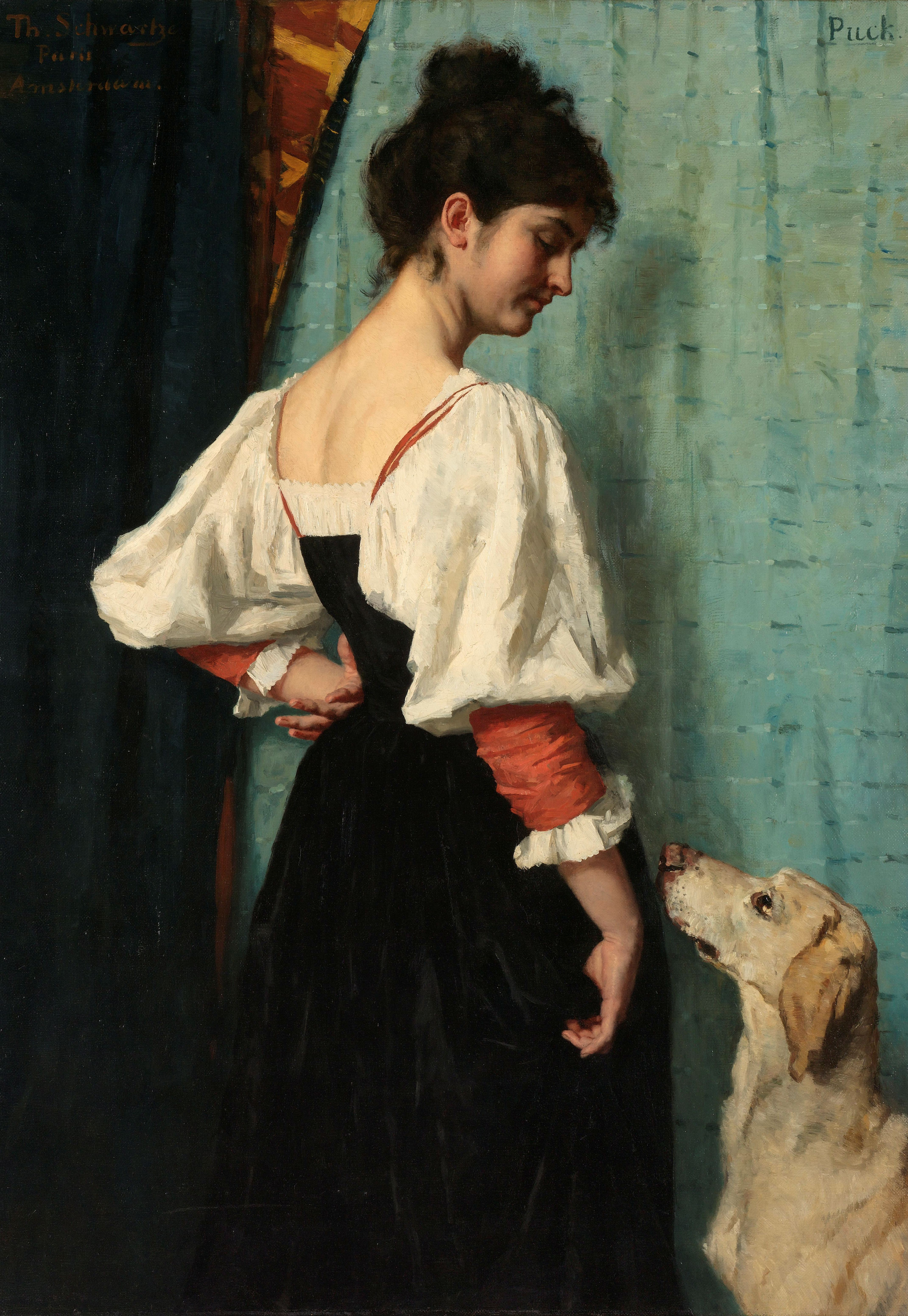
Thérèse Schwartze - Junge Italienerin mit ihrem Hund Puck (nach 1879 - Rijksmuseum zu Amsterdam).

Gegen Ende des 19. Jahrhunderts und Anfang des 20. Jahrhunderts fand sich in Amsterdam eine Gruppe von jungen Frauen zusammen mit dem Ziel, der Malerei als Form der Kunst nachzugehen. Sie entstammten wohlhabenden Familien und waren daher nicht gezwungen, um ihren Lebensunterhalt zu kämpfen. Sie hatten nahezu alle die Rijksakademie Amsterdam besucht. Eine Ausnahme bildete hier Sue Robertson, die das Politechnikum in Delft besucht und privaten Zeichenunterricht erhalten hatte. Lizzy Ansingh hatte neben dem Unterricht bei August Allebé, Nicolaas van der Waay und Carel Dake noch Privatunterricht erhalten. Nelly Bodenheim wurde Illustratorin und war damit keine Malerin im Sinne dieser Kunstbewegung mehr. Coba Ritsema erhielt zunächst Unterricht an der Haarlemer Schule für Kunst und in der Rijksakademie van beeldende kunsten Amsterdam – dort war sie in einer Damengruppe. Hier wurde sie u. a. von August Allebé, Nicolaas van der Waay und Carel Dake unterrichtet, und darüber hinaus erhielt sie von Thérèse Schwartze, Jacob Ritsema (ihr Bruder), Carel Lodewijk Dake, Georg Hendrik Breitner und Fredik Theodorus Grabjin weiterführenden Unterricht. Später gab sie ihr Wissen weiter und unterrichtete u. a. Coba Suri, Jan van den Hengst, Tine Honig, Victoire Winix und Lize Duyvis.
Diese Gruppe fand sich zu einem Zirkel zusammen, der sich meistens wöchentlich bei Thérèse Schwartze traf. Gegenstand war der Austausch von Erfahrungen aus ihrer Arbeit als Künstlerin.
Sue Robertson, Jacoba Surie, Johanna Elisabeth Westendorp-Osieck und Coba Ritsema waren Mitglied bei Arti et Amicitiae und Pulchri Studio.
Im Jahre 1912 erhielt diese Bewegung durch den Kunstkritiker Albert Plasschaet den Namen Amsterdamse Joffers, der erstmals in einem Zeitungsartikel gefallen war.

## Preise und Ausstellungen
Coba Ritsema gewann auf der Weltausstellung Brüssel 1910 die Bronzemedaille, in den Jahren 1912 und 1923 gewann sie die Silbermedaille der Stadt Amsterdam, und im Jahre 1918 wurde ihr von der Königin Wilhelmina die königliche Medaille überreicht.
Lizzy Ansingh gewann im Jahre 1906 und Elsa van Doesenburg im Jahre 1910 den Willink van Collenprijs der Kunstvereinigung Arti et Amicitiae zu Amsterdam.

## Stil und Werk
Kunsthistorisch zählen die Amsterdamse Joffers zu den Impressionisten und werden der Ära des niederländischen Spät-Impressionismus zugeordnet. Sie hatten weitgehend die Bildgattung des Stilllebens, des Interieurs und die Porträtkunst gepflegt und sich im geringen Umfang der Genremalerei angenommen.

## Die Amsterdamse Joffers und der internationale Impressionismus

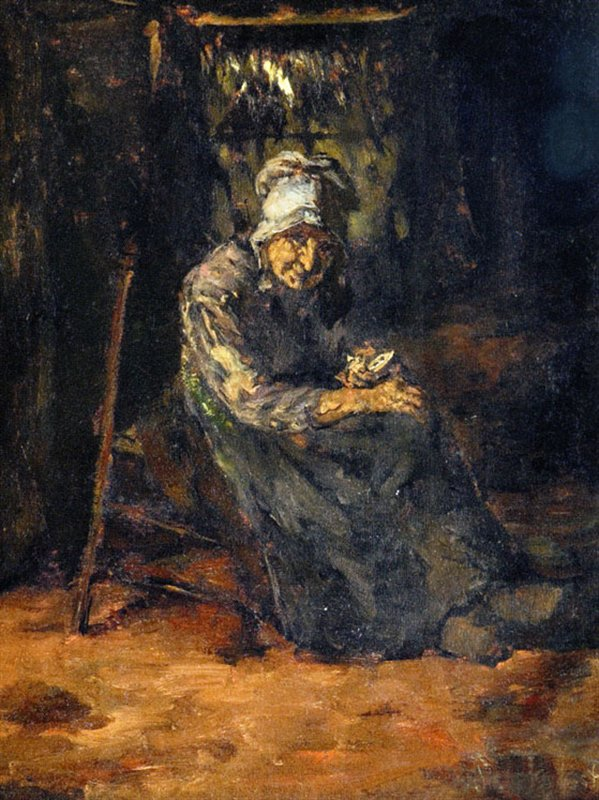
Suze Robertson: Die Kartenleserin (1883 - Breda Museum zu Breda).

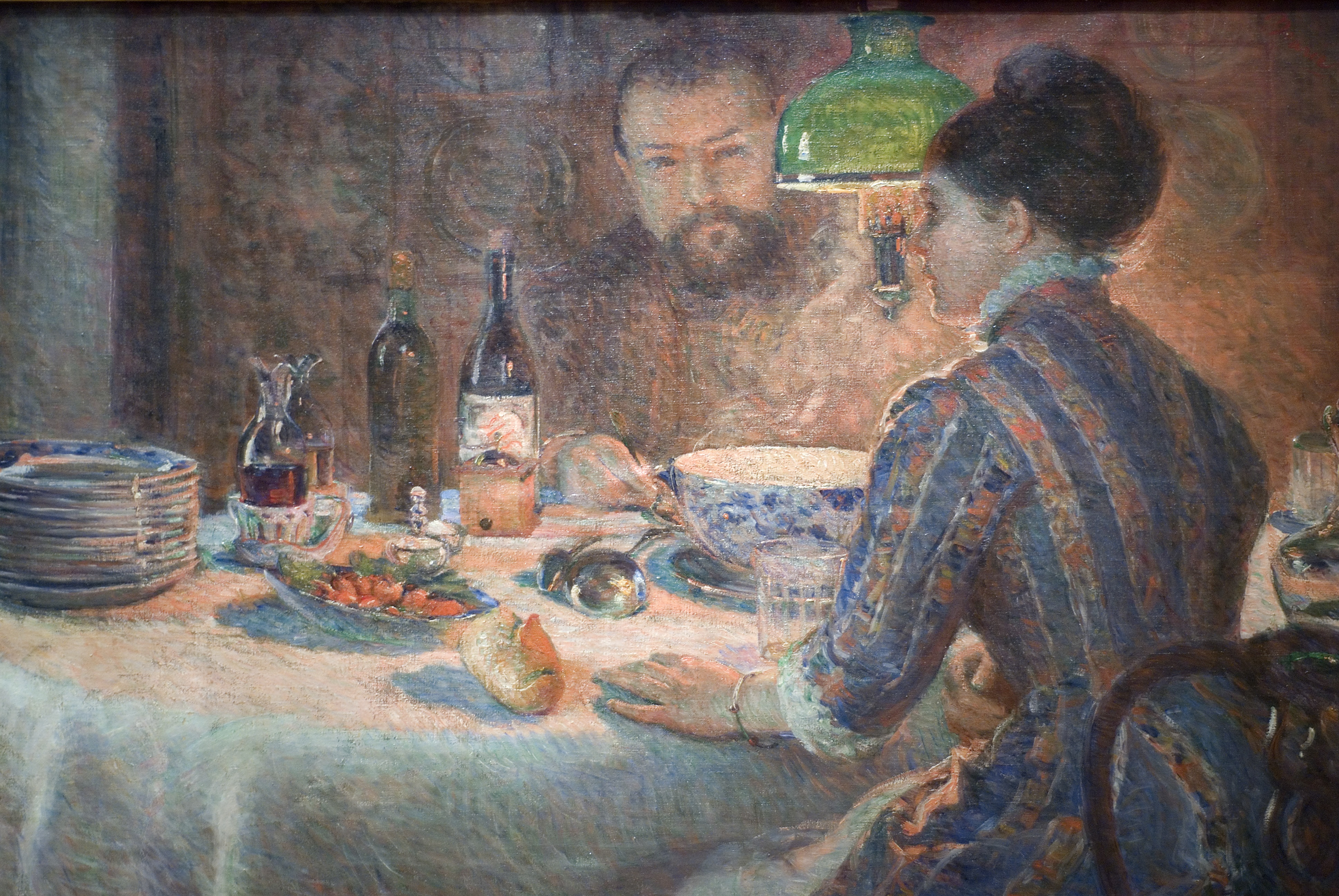
Marie Bracquemond (1887): Unter der Lampe - Alfred Sisley und seine Frau beim Dinieren bei dem Ehepaar Bracquemond in Sèvres, Privatbesitz.

Richtet man den Blick nach Frankreich, dem Ursprungsland des Impressionismus, so fallen vier Künstlerinnen auf. Dies sind Marie Bracquemond (1840–1916), Mary Cassatt (1845–1926), Eva Gonzalès (1847–1893) und Berthe Morisot (1841–1895). Kunsthistorisch zählen sie zu dem Kern der französischen Bewegung. Kennzeichnend für ihre Bilder ist die kraftvolle, lichtdurchflutete Farbpalette mit den lebhaften Motiven. Dies wird abgerundet mit der für den Impressionismus typischen Beleuchtung.
Vergleicht man nun diese vier Malerinnen mit der weiblichen Strömung des Niederländischen Impressionismus, so fällt mehrerlei auf. Die Niederländerinnen haben später gelebt, also können sie das Schaffen der Französinnen nur als Vorbild genommen haben. Die niederländische Farbpalette entspricht eher der Schwere der Grauen Periode der 1. bzw. etwas der lebhafteren Palette der 2. Generation der Haager Schule. Hier wird die Ruhe und Melancholie, welche von den dunkleren Farben ausgeht, beibehalten.
Die Französinnen hatten sich bei der Bildgattung dem Genre, der Landschaftsmalerei (Küste, Hafen und Landschaft mit Stadtansichten) und dem Porträt angenommen. Die Niederländerinnen hingegen wählen fast nur das Stillleben und das Porträt. Das Stillleben der Französinnen ist geprägt von einer Leichtigkeit. Dem kommen die Niederländerinnen nicht gleich, es liegt eher eine dunkle, lastende Melancholie im Gemälde.
Diese Gemälde im internationalen Vergleich – hier mit Frankreich – sind zugleich das beste Beispiel für die landestypisch einmalige Mentalität der Länder, welche sich in dieser neuen, revolutionäre Kunstbewegung letztendlich widerspiegelt.

## Ausstellungen
- 1903 Stedelijke internationale tentoonstelling van kunstwerken van levende meesters, Stedelijk Museum, Amsterdam.
- 1905 Thérèse Schwartze vertreten in der Ausstellung von Kunstwerken aus Wiesbaden und Biebricher Privatbesitz[6]
- 1905 Lizzy Ansingh, Jacoba Ritsema und Marie van Regteren Altena in der Kollektion der "Arti et Amicitiae" und "Pulchri Studio" - Kunstverein in Hamburg[7]
- 1907 Stedelijke internationale tentoonstelling van kunstwerken van levende meesters, Stedelijk Museum, Amsterdam.
- 1912 Stedelijke internationale tentoonstelling van kunstwerken van levende meesters, Stedelijk Museum, Amsterdam.
- 1913 Ausstellung Frauen 1813–1913 – Stedelijk Museum Amsterdam
- 1955 Suze Robertson – Rijksmuseum zu Amsterdam
- 1984 Suze Robertson – Stedelijk Museum zu Amsterdam
- 1991 Lizzy Ansingh in einer Gemeinschaftsausstellung in Amsterdam
- 1991 Nelly Bodenheim – Amsterdamer Historisches Museum
- 2003/2004 Suze Robertson – Museum Rijswijk
- 2005/2006 Lizzy Ansingh – Museum zu Arnhem
- 2008/2009 Suze Robertson – Museum Kempenland
- Dauerausstellung der Amsterdamse Joffers im Rijksmuseum zu Amsterdam

## Mitglieder
- Lizzy Ansingh (1875–1959)
- Jo Bauer-Stumpff (1873–1964)
- Ans van den Berg (1873–1942)
- Nelly Bodenheim (1874–1951)

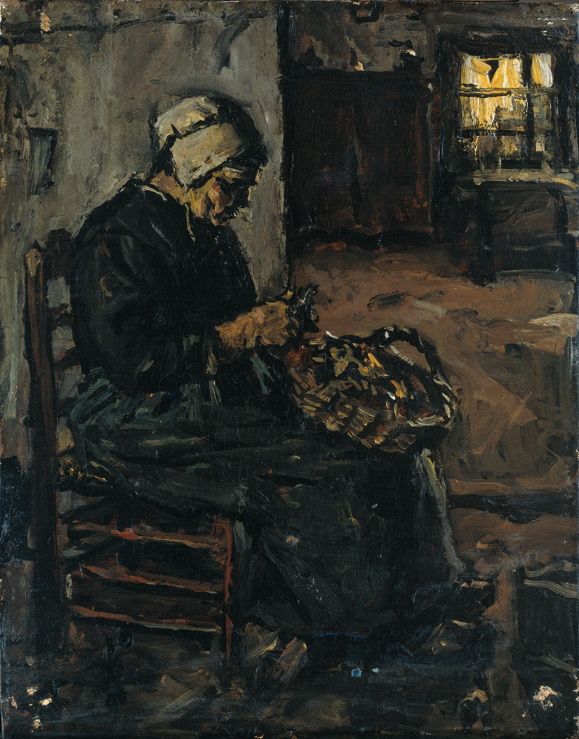
Suze Robertson: Kartoffeln schälende Bauersfrau (vor 1922 - Rijksmuseum zu Amsterdam).

- Jacoba Johanna (Coba) Ritsema (1876–1961)
- Marie van Regteren Altena (1868–1958)
- Suze Bisschop-Robertson (1855–1922)
- Thérèse Schwartze (1851–1918)
- Jacoba Surie (1879–1970)
- Johanna Elisabeth (Betsy oder Betsi) Westendorp-Osieck (1880–1968)

Weitere lose Mitglieder waren:
- Elsa Woutersen-van Doesburgh (1875–1957)
- Josepha Johanna Julia Marie Tepe (1884–1962)
- Marie Waldscheer (1855–1936)

## Ausgewählte Gemälde

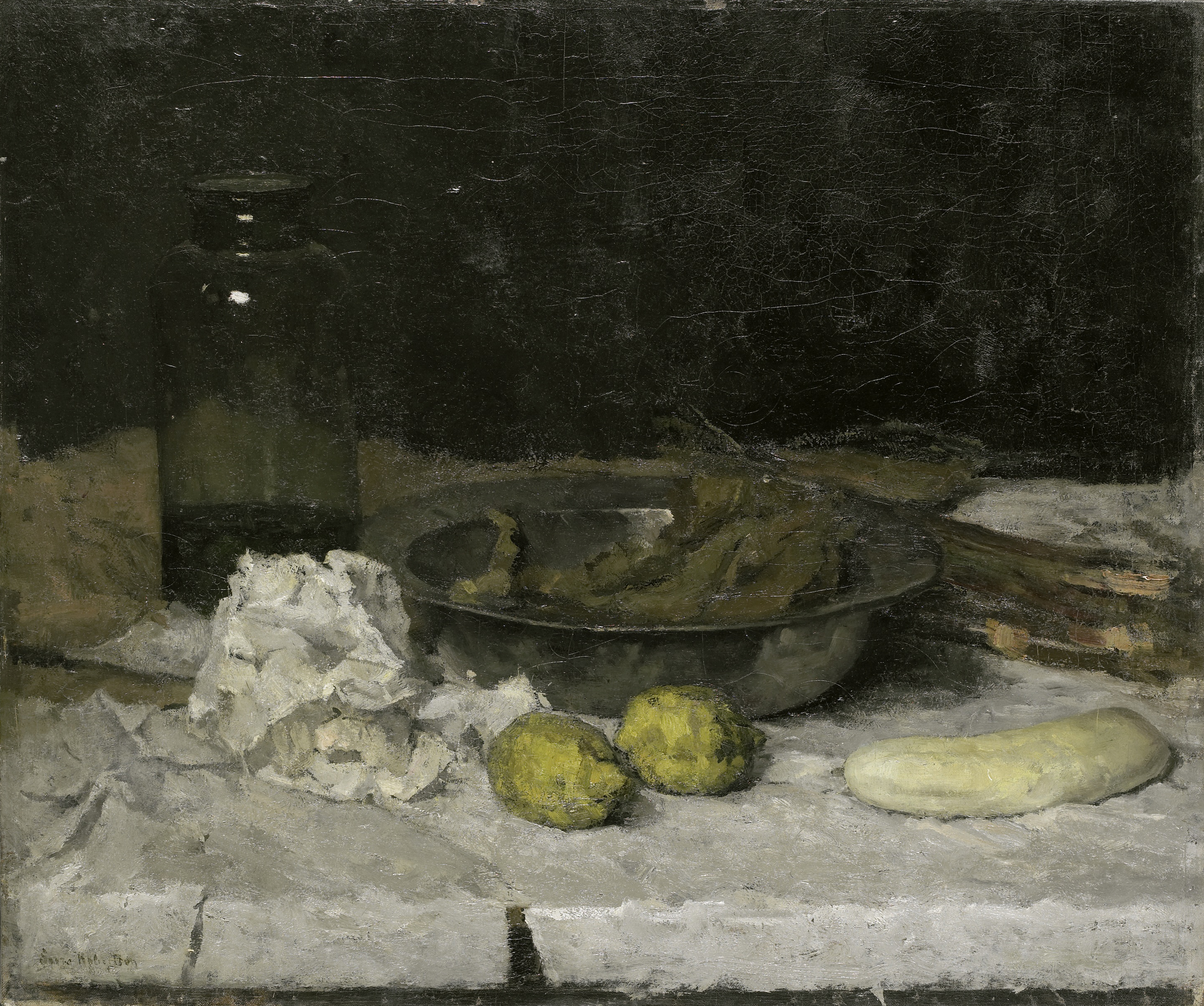
Suze Robertson: Stillleben mit Zinnteller und Flasche (vor 1922 - Rijksmuseum zu Amsterdam).

- Lizzy Ansingh: Die Quelle des Lebens, 124,5 × 174 cm in Öl
- Ans van den Berg: Weiße und rote Azaleen, 76 × 65 cm in Öl
- Jacobe Surie: Fische, 50 × 70,2 cm, Öl auf Leinwand
- Betsy Westendorp: Stillleben mit gläsernen Farbtöpfen, 25,0 × 19,4 cm, Öl auf Leinwand
- Jo Bauer-Stumpf: Stillleben – Anemonen, 56,9 × 48 cm, Öl auf Leinwand
- Coba Ritsema: Mädchen im Studio, 32,4 × 46,5 cm, Öl auf Leinwand
- Johanna Elisabeth Westendorp-Osieck: Stillleben mit Krebs, 23,6 × 24,5 cm, Öl auf Leinwand
- Marie van Regteren Altena: Atelier mit nacktem Modell, 51,2 × 76,8 cm, Öl auf Leinwand
- Ans van den Berg: Stillleben mit Chrysanthemen, 40,8 × 76,8 cm, Öl
- Nelly Bodenheim: Illustration von Handplakaten,
- Suze Bisschop-Robertson: Schlafendes Mädchen in der Sonne, Öl
- Thérèse Schwartze: Porträt von Lizzy Ansingh, 40,4 × 49,4 cm, Öl

## Museen mit Werken der Amsterdamse Joffers

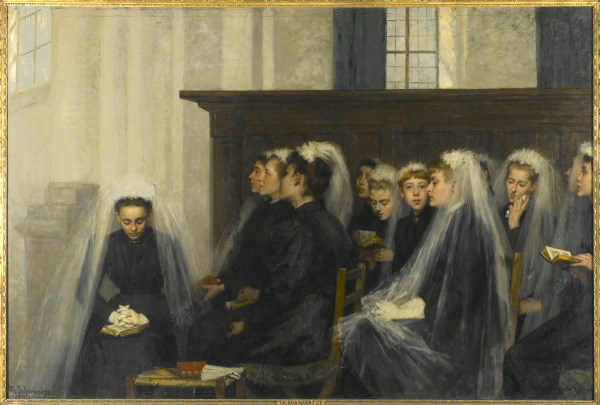
Thérèse Schwartze: Junge lutheranische Gläubige.(1894 - Stedelijk Museum zu Amsterdam).

- Galerie nationale du Jeu de Paume, Paris
- Dordrechts Museum, Dordrecht
- Kunstmuseum Den Haag
- Museum Boijmans Van Beuningen, Rotterdam
- Rijksmuseum Amsterdam
- Stedelijk Museum, Amsterdam
- Van Abbemuseum, Eindhoven
- Centraal Museum Utrecht

## Ausgewählte Quellen
- Betsy Westendorp-Osieck, 1880–1940. tentoonstellingscatalogus, Stedelijk Museum, Amsterdam 1941.
- Johan H. van Eikeren: De Amsterdamse Joffers: Marie E. van Regteren Altena, Ans van den Berg, Jo Bauer-Stumpff, Nelly Bodenheim, Lizzy Ansingh, Coba Ritsema, Coba Surie, Betsi Westendorp-Osieck. F. G. Kroonder, 1947.
- Gerritsen-Kloppenburg, Mieke en Henriëtte Coppes (1991): De kunst van het beschutte bestaan: vijf schilderessen aan het begin van deze eeuw: Thérèse Schwartze, Betzy Rezora Berg, Jacoba van Heemskerck, Ans van den Berg, Betsy Osieck, Heerlen,
- Ingrid Glorie: Juffers en Joffers: een eerbewijs aan vrouwen in de Schilderkunst. De Doelenpers, 2000, ISBN 90-70655-27-6.
- G. H. Marius: Dutch Art in the XIX Century. London., 1908.
- Geurt Imanse: Van Gogh bis Cobra: holländische Malerei 1880–1950. Hatje, 1980, ISBN 3-7757-0160-5.
- K. W. Lim: Aziatische kunst uit het legaat Westendorp. Amsterdam, 1968.
- Ingrid Pfeiffer, Max Hollein: Impressionistinnen. Hatje Cantz, 2008, ISBN 978-3-7757-2078-6.
- Adriaan Venema: De Amsterdamse Joffers. Baarn, 1977, ISBN 978-90-293-0749-9.
- Betsy Westendorp-Osieck: Aquarellen, tekeningen en pastels. ’s-Gravenhage, 1951.